# Урбан, Павел
Павел (Павел, Павла) Урбан (англ. Paviel Urban; 27 марта 1924, с. Закаливье, сейчас Лепельский р-н — 2 февраля 2011, Мюнхен) — деятель белорусской эмиграции, историк (кандидат исторических наук).

## Биография
Родился в многодетной крестьянской семье. Отец имел 9 га земли и был раскулачен во время коллективизации.
Во время Великой Отечественной войны был оккупированной территории, где служил в созданной оккупационными властями вспомогательной полиции и «Белорусской краевой обороне». В июне 1944 г., когда приблизился фронт, Урбан вместе с подразделением вспомогательной полиции выехал в Рейх, где вступил в 30-ю добровольческую пехотную дивизия СС, которую вскоре перебросили во Францию. Потом вновь оказался в Рейхе, в армии генерала Власова; дивизия, в которой он служил, в 1945 году была разоружена американцами. Вследствие этого некоторое время находился в лагерях для перемещённых лиц, где окончил белорусскую гимназию.
В 1948 году выехал с друзьями в Великобританию, работал на угольных шахтах. С 1950 года в Бельгии, окончил исторический факультет Лёвенского университета. Защитил диссертацию «Великое княжество Литовское во времена великого князя Александра (1492—1506)». В 1955—1972 годах работал в Институте изучения СССР (Мюнхен). Был казначеем и администратором издательства «Бацькаўшчына» (рус. «Отчизна»). Готовил материалы и писал статьи для журнала «Записки Белорусского института науки и искусства (БИНИИ) в Нью-Йорке», газеты «Бацькаўшчына», белорусской редакции радио «Свобода» в Мюнхене. В 1974—1989 годах — сотрудник белорусской редакции радио «Свобода». Долгое время жил и умер в Мюнхене.